# Édouard de Reszke
Édouard de Reszke, pseudonimo di Edward Reszke (Varsavia, 22 dicembre 1853 – Garnek, 25 maggio 1917), è stato un basso polacco.

## Biografia
Edouard de Reszke apparteneva a una famiglia di melomani; furono cantanti lirici anche il fratello maggiore Jean (1850-1925), baritono e poi tenore, e la sorella Josephine (1855-1891), soprano. Dopo aver studiato canto, come il fratello maggiore, al conservatorio di Varsavia (Uniwersytet Muzyczny Fryderyka Chopina) con il tenore italiano Francesco Ciaffei (1819-1894), Édouard si perfezionò poi in Italia con i baritoni Francesco Steller e Filippo Coletti (1811-1894).
Caratteristiche della sua voce erano grande volume e la ricchezza con cui poteva affrontare con abilità i passaggi rapidi. L'alta statura inoltre si imponeva sulla scena. Scritturato dagli Escudier per Opéra, fu accettato da Giuseppe Verdi per la parte del Re dell'Egitto nella prima parigina dell'Aida diretta dallo stesso autore (22 aprile 1876).
Al Teatro alla Scala di Milano nel 1879 canta ne Le Roi de Lahore di Massenet con Francesco Tamagno e nel 1881 in Simon Boccanegra con Victor Maurel.
Con il fratello Jean fu uno dei più apprezzati interpreti del Royal Opera House, Covent Garden di Londra e del Metropolitan nell'ultimo decennio del XIX secolo. A Londra nel 1880 è Don Basilio ne Il barbiere di Siviglia (Rossini), St. Bris in Les Huguenots, Giorgio in I puritani, Indra in Le Roi de Lahore ed il conte Rodolfo ne La sonnambula, nel 1881 Gudal ne Il demone (opera), Walter in Guglielmo Tell (opera), il Prefetto in Linda di Chamounix e Frère Laurent in Romeo e Giulietta (Gounod), nel 1883 Daland in Der Fliegende Holländer, Alvise ne La Gioconda, Heinrich in Lohengrin (opera) ed Almaviva ne Le nozze di Figaro, nel 1884 Czar Peter in L'étoile du nord di Giacomo Meyerbeer, Méphistophélès in Faust (opera), Lucrezia Borgia (opera), Semiramide (Rossini) e Hagen in Sigfrido (opera), nel 1888 Don Pedro in L'Africaine, Sarastro in Die Zauberflöte ed il protagonista in Mefistofele (opera), nel 1890 Zacharie in Le prophète e nel 1891 Leporello in Don Giovanni (opera) e Plumketto in Martha (opera).
Fu, per esempio, Mefistofele nella cinquecentesima rappresentazione del Faust di Charles Gounod all'Opéra di Parigi (1887), con il fratello nella parte del protagonista.
Per il Metropolitan Opera debutta il 9 novembre 1891 a Chicago come King Heinrich in Lohengrin (opera) in italiano con il fratello Jean, poi Rodolfo ne La sonnambula con Marie Van Zandt, Frère Laurent in Romeo e Giulietta (Gounod), Count de Saint Bris in Les Huguenots con Emma Albani e Sofia Scalchi, Méphistophélès in Faust bissando Le veau d'or, Plunkett in Martha (opera) e Leporello in Don Giovanni (opera) con Lilli Lehmann, nel 1892 Zacharie in Le prophète, Rocco in Fidelio, Pedro in L'Africaine, Ramfis in Aida, Claudius in Hamlet (opera), Nilakantha in Lakmé bissando l'aria dell'Atto II "Lakmé, ton doux regard se voile" e Daland in Der Fliegende Holländer diretto da Anton Seidl, nel 1894 Assur in Semiramide (Rossini) con Nellie Melba diretto da Luigi Mancinelli, il Conte Almaviva ne Le nozze di Figaro con Mario Ancona diretto da Enrico Bevignani, Walter in Guglielmo Tell (opera) con Francesco Tamagno, Escamillo in Carmen (opera) e Hermit in Eliane di Herman Bemberg, nel 1895 Hans Sachs in Die Meistersinger von Nürnberg in italiano e King Marke in Tristan und Isolde con Giuseppe Kaschmann, nel 1896 Mefistofele (opera) con Giuseppe Cremonini Bianchi ed Emma Calvé e Wanderer in Sigfrido (opera), nel 1897 Don Diègue in Le Cid di Jules Massenet, nel 1898 Don Basilio ne Il barbiere di Siviglia (Rossini) con Marcella Sembrich, nel 1899 Hagen ne Il crepuscolo degli dei diretto da Franz Schalk, nel 1900 Sarastro in Die Zauberflöte con Antonio Pini-Corsi, nel 1902 canta il Requiem (Verdi) con Louise Homer diretto da Walter Damrosch e nel 1903 Don Ruy Gomez de Silva in Ernani con Emilio De Marchi (tenore) ed Antonio Scotti, Samuel in Un ballo in maschera con Marcel Journet ed Ariofarne in Ero e Leandro di Luigi Mancinelli arrivando a 679 recite al Met.
Ancora a Londra nel 1892 è L'Eremite in Elaine di Herman Bemberg, nel 1894 Ramfis in Aida, nel 1896 King Mark in Tristan und Isolde, nel 1897 Der Wanderer in Siegfried, nel 1898 Hagen ne Il crepuscolo degli dei cantando fino al 1900 in 300 recite londinesi.
Molte apprezzata furono le sue interpretazioni del conte di Saint-Bris (Gli ugonotti di Giacomo Meyerbeer) di Frate Lorenzo (Romeo e Giulietta di Charles Gounod) e di Leporello (Don Giovanni di Mozart).
Lasciate le scene nel 1903, tentò la carriera di insegnante a Londra, ma senza successo, e si ritirò quindi in Polonia. Durante la prima guerra mondiale si trovò in gravissime condizioni economiche, e morì di stenti.